# بانيس
بانيس هي مدينة، تتبع هولغوين، بلغ عدد سكانها 34٬452 نسمة، رمزها البريدي هو 82300.

## مدن توأم
المدن التوأم:
- سان فايسينت دي ديلس هورتس.

## أعلام
- فولغينسيو باتيستا
- خوليو غونزاليس